# Boeil-Bezing
Boeil-Bezing település Franciaországban, Pyrénées-Atlantiques megyében. Lakosainak száma 1330 fő (2022. január 1.). Boeil-Bezing Angaïs, Arros-de-Nay, Baudreix, Beuste, Bordes, Gomer, Nousty, Pardies-Piétat, Saint-Abit és Soumoulou községekkel határos.

## Népesség
A település népességének változása:
| Lakosok száma | 1246 | 1264 | 1297 | 1287 | 1314 | 1347 | 1342 | 1336 | 1330 |
|               | 2013 | 2015 | 2016 | 2017 | 2018 | 2019 | 2020 | 2021 | 2022 |